# Москва (протичовновий крейсер)
«Москва» — радянський протичовновий крейсер проєкту 1123 (шифр «Кондор», англ. Moskva class за класифікацією НАТО), відомих також як крейсери-вертольотоносці. Головний корабель серії. Входив до складу Чорноморського флоту.

## Історія проєктування і будівництва
З початком «холодної війни» і появою на озброєнні військово-морських сил країн НАТО атомних підводних човнів з балістичними ракетами, які представляли серйозну небезпеку для СРСР, змінилася тактика застосування і радянського військово-морського флоту: як основна ударна сила були обрані стратегічні й ударні підводні човни — носії ракет, а надводний флот зорієнтований переважно на протичовнові дії. Наприкінці 1950-х років в рамках реалізації цієї концепції почалося проєктування великого корабля ПЧО дальньої зони з груповим базуванням корабельних вертольотів, на які в той час вже покладалися великі великі надії.
Розробка проєкту протичовнового крейсера-вертольотоносця стала продовженням ряду НДДКР проведених при створенні великого протичовнового корабля проєкту 61 і розвитком ідеї застосування для протичовнової оборони вертольотів групового корабельного базування. Згідно з тактико-технічним завданням, визначеним Головним штабом ВМФ, основним призначенням корабля визначалися пошук і знищення швидкохідних атомних підводних човнів з балістичними ракетами в дальніх зонах ПЧО у складі групи кораблів у взаємодії з протичовновою авіацією. Центральний науково-дослідний інститут ВМФ виконав обґрунтування концепції корабля дальньої зони ПЧО, яке передбачало забезпечення безперервного цілодобового пошуку підводних човнів не менше, ніж двома вертольотами, що було неможливо при базуванні на кораблі малого їх числа.
Проєктування корабля проєкту 1123, що отримали шифр «Кондор», почалося в ЦКБ-17 в Ленінграді під керівництвом Олександра Савічева, а всього в конкурсі зі створення першого радянського вертольотоносця брали участь 24 різних проєкти. У пояснювальній записці до попереднього опрацювання корабля ПЧО дальньої зони проєкту 1123 головний конструктор проєкту О. С. Савічев у вересні 1959 року виклав тактику дій корабельної протичовнової пошуково-ударної групи (КПУГ) і навів розрахунки потрібного наряду вертольотів. Сценарій дій корабля передбачав, що вертольотоносець мав підійти до місця передбачуваного пошуку ПЧ на відстань близько 50 км, і, залишаючись поза зоною виявлення підводним човном противника, двома вертольотами, діючи один раз на добу, встановити по контуру обстежуваної акваторії радіогідроакустичні буї 24-годинного дії; далі для забезпечення зв'язку з найбільш віддаленими буями мав вилітати один вертоліт, потім в зону направлялася пара пошукових вертольотів, у завдання яких входить знищення виявленої цілі. Тактична модель визначала оптимальну кількість вертольотів корабельної групи в 14 одиниць.
Технічний проєкт корабля затверджений 25 січня 1962 року. Головний конструктор О. С. Савічев (з 1967 року — А. В. Маринич, який до призначення головним конструктором проєкту був головним конструктором по корпусу корабля). В ході проєктування здійснювалася тісна кооперація з ОКБ-938 М. І. Камова — розробника вертольотів палубної авіації. У розробці засобів вертолітного-протичовнового комплексу брав участь НДІ-15 ВПС СРСР. Опрацьовувалося вісім варіантів ескізного проєкту, у тому числі корабель з бічним розташуванням льотної палуби, вертольотоносець-катамаран тощо. Ескізний проєкт був затверджений у грудні 1960 року. Після затвердження ескізного проєкту опрацьовано 16 конфігурацій компонування корабля. Колективу конструкторів на чолі з Савічевим довелося відпрацьовувати «з нуля» форму корпусу з клиноподібним носом і широкою кормою, що нагадувала подвійний клин; вирішувати питання розміщення потужного гідроакустичного комплексу, аеродинамічні проблеми, розміщувати злітно-посадкову смугу і ангари. Підпалубний ангар корабля вміщував в себе 14 вертольотів, які доставлялися на палубу двома підйомниками, а у надбудові розміщувався ангар для чергових вертольотів і тягачів.
Протичовнові кораблі дальньої морської зони проєкту 1123 будувалися на суднобудівному заводі № 198 в Миколаєві. Головним будівельником кораблів цього типу був призначений Іван Йосипович Вінник, наглядачами — офіцери ВМФ В. Ф. Федін та І. С. Платонов.  Будівництво «Москви» було розпочато в Миколаєві 15 грудня 1962 року на Миколаївському суднобудівному заводі. Корабель отримав заводський номер 701. 14 січня 1965 року «Москву» було спущено на воду.

## Особливості конструкції і озброєння
Корабель мав високобортний сталевий корпус, виготовлений по поздовжній системі набору зі шпацією 500 мм. Злітно-посадковий майданчик із чотирма стартовими позиціями розміщувався в кормовій частині, найбільш захищеній від заливання хвилями (площа польотної палуби — 2400 м², ангара — 2000 м²). Усі комплекси озброєння розміщувалися в носовій частині. У середній частині розташовувалася багатоярусна надбудова з баштоподібною щоглою. Надбудова виконувалася з алюмінієво-магнієвих сплавів.
Авіакрило складалося з 14 вертольотів Ка-25: 12 Ка-25ПЛ, 1 Ка-25ПС, 1 Ка-25Ц/РЦ (або Мі-8). З них дванадцять знаходились в підпалубному ангарі і два (чергові) в малому ангарі на верхній палубі. На польотну палубу вертольоти піднімалися за допомогою двох 10-тонних підйомників. Корабельне базування вертольотів забезпечувала напівавтоматизована система транспортування вертольотів в ангарі ланцюговими транспортерами. На льотної палубі транспортування вертольотів здійснювалося спеціальними тягачами.
Озброєння корабля складали дві спарені пускові установки ЗРК «Шторм» (48 ракет), одна установка протичовнового ракетного комплексу «Віхрь» (8 ракето-торпед), дві двоствольні 57-мм артилерійські установки АК-725, два реактивні бомбомети РБУ-6000 (144 реактивні глибинні бомби РГБ-60). За проєктом на кораблях були встановлені також два пя'титрубних 533-мм торпедних апарати ПТА-53-1123, але у ході модернізації в 1976 році вони були демонтовані. Радіотехнічне озброєння складалось з ГАС «Оріон», «Вега» і «Хоста», РЛС «Схід», «Ангара-А» тощо. Вперше у радянському флоті вся інформація від радіолокаційних, гідроакустичних та оптичних засобів спостереження надходила в бойову інформаційно-керуючу систему «Корінь-1123».

## Експлуатація
Входив до складу 21-ї бригади протичовнових кораблів, потім 11-ї бригади протичовнових кораблів 30-ї дивізії Чорноморського флоту.
- 31 жовтня 1968 року крейсер завершив здачу завдань К-1, К-2 і К-3.
- 19 вересня 1968 року корабель, що отримав бортовий № 841 вийшов на першу бойову службу в Середземне море. За 48 діб походу пройшов 11 000 миль, а його вертольоти виконали 497 вильотів для пошуку та спостереження за підводними човнаи 6-го флоту ВМС США[5].
- З 2 квітня 1969 року брав участь у навчаннях «Весна» в акваторії Чорного моря та тривали протягом 4 днів.
- З 20 квітня 1969 року — друга бойова служба в Середземному морі. За 26 діб далекого походу «Москва» пройшов 7304 морських милі.
- З 17 серпня 1969 року — третя бойова служба в Середземному морі. За 28 діб далекого походу корабель пройшов 7347 миль, взяв участь в навчаннях «Броня».
- 3 січня 1970 року — четверта бойова служба в Середземному морі та Атлантичному океані. За 82 дні походу крейсер (бортовий № 848) пройшов 21598 миль, сдійснив діловий візит в порт Александрія (Єгипет) і взяв участь у широкомасштабних навчаннях ВМФ СРСР «Океан» в Атлантичному океані.
- 31 грудня 1970 року «Москва» був поставлений на поточний ремонт в Чорноморський суднобудівний завод в Миколаєві. 28 жовтня 1971 року повернувся в Севастополь.
- 18 листопада 1972 року на палубу ПКР «Москва», що стояв на якорі в Феодосійській затоці відбулася перша в історії радянського флоту посадка літака з вертикальним злетом-посадкою ЯК-36М.
- З 1 березня 1973 року крейсер (бортовий № 853) на п'ятій бойовій службі в Середземному морі. За 83 дня далекого походу пройшов 19910 миль, здійснив діловий візит в порт Александрія (Єгипет) для надання допомоги ЗС Єгипту.
- З 24 квітня 1974 року — шоста бойова служба в Середземному морі. За 67 діб походу крейсер пройшов 13717 миль, дійснив діловий візит в порт Рієка (Югославія).
- 2 лютого 1975 року на рейді Північній бухти Севастополя на борту ПКР «Москва» через короткого замикання відбулося загоряння. Внаслідок пожежі повністю вигоріли приміщення носових дизель-генераторів, кубрик № 3, енерговідсік № 1 та велика частина носових відсіків. Пожежу вдалося повністю загасити лише через 7 годин. Три члени екіпажу загинули від отруєння чадним газом. 19 лютого поставлений на середній ремонт та модернізацію в Чорноморський суднобудівний завод.
- 26 грудня 1976 року повернувся в Севастополь, включений до складу 11-ї бригади протичовнових кораблів 30-ї дивізії КЧФ.
- З 21 листопада 1977 року на сьомій бойовій службі в Середземному морі. За 221 день походу пройшов 20509 миль, здійснив офіційний візит до порту Алжир (Алжир).
- З 25 серпня 1979 рокукорабель (бортовий № 104, потім № 100) на восьмий бойовій службі в Середземному морі. За 190 днів далекого походу крейсер пройшов 16307 миль, здійснив діловий захід в порт Дубровник (Югославія).
- 4 червня 1980 року через навігаційну помилку «Москва» сів на мілину в районі Севастополя, пошкодивши обтікач гідроакустичної станції.
- З 5 березня 1981 року на дев'ятій бойовій службі в Середземному морі. За 154 дні далекого походу пройшов 12840 миль, здійснив діловий захід в порт Дубровник.
- З 25 лютого 1982 року — десята бойова служба в Середземному морі та Атлантичному океані. За 160 днів далекого походу крейсер (бортовий № 106) пройшов 20058 миль, здійснив ділові заходи в порти Рієка (Югославія), Луанда (Ангола) та Лагос (Нігерія).
- 1 жовтня 1982 року поставлений на модернізацію та середній ремонт в Севастопольський морський завод. Ремонт тривав до червня 1990 року.
- 14 жовтня 1991 року вийшов на останню, одинадцяту, бойову службу в Середземному морі. За 49 днів походу крейсер (бортовий № 108) пройшов 3253 милі, здійснив діловий захід в порт Тартус (Сирія).
- 26 травня 1993 року відбувся останній вихід ПКР «Москва» на бойове чергування в акваторію Чорного моря. З того часу до списання 7 листопада 1996 року в море не виходив. 27 квітня 1995 року виведений в резерв 2-ї категорії. 22 червня того ж року перейменований в «бортовий № 108»[5].

7 листопада 1996 року виведений зі складу флоту. Проданий на металобрухт Індії. 27 травня 1997 року відбуксований з Севастополя до Алангу (Індія) для розборки на метал.